# Karmelitinnenkloster Paris-Montmartre
Das Karmelitinnenkloster Paris-Montmartre ist ein Kloster der Unbeschuhten Karmelitinnen in Paris, im Erzbistum Paris in Frankreich.

## Geschichte
Als 1917 die Karmelitin Alessandra di Rudini (eingetreten 1911 als Marie de Jésus, zuvor Geliebte des Dichters Gabriele D’Annunzio), Oberin des Karmelitinnenklosters Paray-le-Monial wurde, gingen von Paray-le-Monial drei Gründungen aus, darunter als erste 1919 der Karmel Montmartre in Paris (18. Arrondissement, Rue du Chevalier de la Barre Nr. 34). Dort sind die Schwestern heute noch. Der Konvent nennt sich Carmel de Montmartre. Er zählte 2010 rund 20 Ordensfrauen.